# Tåstrup Sø
Tåstrup Sø er en sø sydvest for Harlev. Størsteparten af søen ligger i Aarhus Kommune, mens en mindre del ligger i Skanderborg Kommune. Tåstrup Sø ligger i en sidedal til Aarhus Ådal og søen afvander via Tåstrup Bæk til Aarhus Å, umiddelbart vest for Årslev Engsø ved Gammel Harlev.
Tåstrup Sø er del af Harlev-fredningen, og er del af  Natura 2000-område nr. 232 Lillering Skov, Stjær Skov, Tåstrup Sø og Tåstrup Moseområde (H232) på 135 hektar. Størstedelen af Harlev-fredningen ligger også i Aarhus Kommune, mens en mindre sydlig del ligger i Skanderborg Kommune.
Tåstrup Sø er i privateje, men der er delvis offentlig adgang, med trampestier og fugletårn, anlagt i 2013. Fugletårnet er placeret umiddelbart vest for søen i Skanderborg Kommune og der er adgang via Stenskovvej.

## Naturen
Tåstrup sø er på 10 hektar, men er omgivet af både våde enge, rigkær og kildevæld og søområdet er derfor registreret til hele 26 hektar. Nord for søen ligger Tåstrup Mose som er domineret af pil og rød-el. Tåstrup Sø er lavvandet og næringsrig, men uden større algevækst, da åkander skygger for solen. Odderen forsvandt fra området omkring 1950 og er i det hele taget en truet dyreart i Danmark. I 2001 blev der dog igen observeret ynglende oddere ved Tåstrup Sø og der arbejdes for at forbedre artens vilkår i fredningsområdet. 
Tåstrup Sø (og Tåstrup Mose) huser mange vand- og sump-fugle, hvoraf flere er sjældne i Danmark. Således har Pungmejsen været ynglefugl her siden arten først blev registret i fredningsområdet i 1970.